# 후스
후스(중국어 간체자: 胡适, 정체자: 胡適, 병음: Hú Shì, 한자음: 호적, 1891년 12월 17일~1962년 2월 24일)는 중화민국의 외교관, 작가, 문학 연구자이자 반공주의 정치인이다.
후스는 구어문을 바탕으로 문학을 전개해야 한다는 백화운동의 주창자이다. 5·4 운동과 중국의 신문화운동에 참여하였으며, 베이징 대학의 총장으로 재직했다.

## 생애
아명(兒名)은 후스먼(胡嗣穈, 호사문), 자(字)는 스즈(適之, 적지)이다. 1891년 장쑤 성 상하이에서 출생하였으며 1906년부터 3년간 상하이 중국 공학에서 대학 예과를 다녔다. 1909년~1910년 유미이업관에서 학업한 뒤 미국에 유학하여 컬럼비아 대학에서 교육학을 전공하여 1927년 박사 학위를 받았다.
1917년 앞서 귀국하여 국립 베이징 대학(北京大學 紅樓) 문과 교수로 있으면서 국립 베이징 대학의 《신청년》에서 구어체 문학 운동을 폈으며 1918년 12월 천두슈, 리다자오 등이 창간한 《매주평론》(1919년 8월 폐간)의 후반기 편집과 폐간 작업을 주도하였다. 1922년 국립 베이징 대학 문과 학장 대행에 취임한 후에는, 같은 해 《노력주보》를 창간하였고 차이위안페이, 천두슈 등을 위시로 한《신청년》의 초기 국•공 혁명파 기반 위에서 1923년에는 량치차오 • 장둥쑨 • 장쥔마이 등의 입헌파 연구계(또는 칭화 학교) 일파를 공격하는 이른바 '과현논전'을 펴기도 하였다. 하지만 이미 마르크스-레닌주의자로 활동하던 베이징 대학의 전 문과 학장 천두슈가 주창한 '과학'이라는 대학 내 이념에 기반해서 개시된 이 논전은 외려 후스의 의도와 달리 취추바이, 덩중샤 등을 비롯하여 코민테른의 유물사관파 세력의 가세와 확대를 직접적으로 조장하게 되었다.
장제스에 의한 상하이 쿠데타 사건 이후로, 1927년에 국립 베이징 대학이 대학의 원래의 지위를 잃어버리고, 중국 국민당에 의해서 국립 베이핑 대학으로 흡수된 뒤에는 중국 국민당의 차이위안페이 (중국 국민당의 북벌파 몫으로 상하이의 중국 공학의 이사장을 역임)와 함께 상하이로 떠났고, 1927년 상하이 광화 대학 교수, 1928년~1930년에는 중국 국민당에 흡수된 상하이 중국 공학의 학장을 역임하였다. 1932년부터는 중화민국 베이핑의 국립 베이징 대학에 돌아가 문학원 원장을 지냈고, 국립 베이징 대학을 다시 떠난 뒤에는 1938년~1942년 중화민국 주미대사, 1946년에는 난징 정부의 장제스에 의해서 푸쓰녠에 이어서 국립 베이징 대학 교장직에 임명된 후로, 장제스가 중국 공산당을 척결하는 전쟁을 펴게 되는데, 1948년 장제스의 국민당 정부가 국공 전쟁에서 패한 뒤는, 난징, 상하이를 거쳐서 1949년에 미국에 망명하였다.
그는 중화민국 장제스 국민 정부의 정치적 논객 중의 한 사람으로 활동하였고, 제2차 국공내전 이후로 중공에서는 전범 중 하나로 분류되었으며, 중화인민공화국 성립 이후로, 중공에서는 그를 향한 대대적 사상 비판 운동이 전개되었다. 중국 공산당의 마오쩌둥, 저우언라이 등의 공산주의 정권에서 삼반오반운동에 이어서, 반우파 운동, 대약진 운동 등을 한창 벌이고 있던 1958년에 후스는 중화민국 타이완에서 연구와 학예를 위한 거처를 마련하면서, 그 후로는 중앙연구원 원장을 4년 간 역임하기도 하였다. 그의 만년의 후기 문선에서는 젊은 시절에 감춰두고 있었던 량치차오에 대한 그의 호의적인 문필이 보인다. 그의 저작에는 《백화문학사》, 《후스 문존》, 《중국 철학사 대강》 등이 있다.

## 학력
- 중화민국 상하이 중국공학 대학 예과
- 중화민국 베이징 유미 이업관(1911년 설립된 베이징 칭화학당의 전신) 수료
- 미국 코넬 대학교 농학과 학사
- 미국 컬럼비아 대학교 교육학 박사

## 참고 문헌
- 이 문서에는 다음커뮤니케이션(현 카카오)에서 GFDL 또는 CC-SA 라이선스로 배포한 글로벌 세계대백과사전의 내용을 기초로 작성된 글이 포함되어 있습니다.